# Gramàtica pedagògica
Una gramàtica pedagògica és un enfocament modern en la lingüística, que té la finalitat d'ajudar en l'ensenyament d'una segona (o altra) llengua.

## Estructura
Aquest mètode d'ensenyament es divideix en el descriptiu, que consisteix en l'anàlisi gramatical, i en el prescriptiu, que es basa en l'articulació d'un conjunt de normes. Després d'una anàlisi contextual, es determina la forma més adequada d'articular l'oració. Aquest mètode ajuda a l'aprenentatge de la gramàtica de llengües estrangeres. Les gramàtiques pedagògiques solen requerir regles definides, coherents, acumulatives i heurístiques i que incloguin un llenguatge poc tècnic. A mesura que s'acumulen les regles, es forma un sistema axiomàtic entre les dues llengües, que hauria de permetre a un parlant nadiu de la primera aprendre la segona.